# Albert de la Chapelle den yngre
Albert Fredrik de la Chapelle, född 11 februari 1933 i Helsingfors, död där 10 december 2020, var en finlandssvensk genetiker. Han var gift med professor Clara D. Bloomfield sedan 1984, samt tidigare med Annikki Maria Åström.

## Biografi
Albert de la Chapelle bodde som liten på Lindö gård i Tenala. Han var son till agronomen, filosofie magistern och friherre Claes Carl Fredrik René de la Chapelle och Kersti (Stina) Serlachius. Hans farfar var Albert de la Chapelle den äldre. 

### Utbildning och karriär
Han avlade studentexamen vid Nya svenska läroverket i Helsingfors 1950 och blev medicine licentiat vid Helsingfors universitet 1957.
Albert de la Chapelle doktorerade 1962 vid Helsingfors universitet och blev senare professor i medicinsk genetik vid samma lärosäte. År 1965 blev han färdig specialist i inre medicin.  Sex år senare blev han behörig till en professur i ämnet, men blev i stället Finlands första professor i medicinsk genetik 1974.
År 1997 blev de la Chapelle professor i Cancer Genetics vid institutionen Human Cancer Genetics Program vid Ohio State University. Han blev också ledare för ett nystartat cancerforskningsinstitut.
de la Chapelle kallades år 1975 till ledamot av Finska Vetenskaps-Societeten (hedersledamot sedan 1998) och invaldes 1991 som utländsk ledamot av svenska Vetenskapsakademien.

### Forskning
de la Chapelle har fått flera pris för sin forskning inom genetik och har gjort betydande upptäckter inom bland annat tjocktarmscancer. 
I början av sin karriär undersökte han bland annat X-kromosomavvikelser. Han var den första som upptäckte en mansperson som helt saknade Y-kromosomen.
Under 1970- och 1980-talen använde de la Chapelle metoder från kromosomforskningen för att forska i cancer, framförallt kring förändringar i leukemicellernas arvsmassa.
Senare låg hans fokus på genetiska fel i det finländska sjukdomsarvet och den genetiska bakgrunden till ärftlig tarmcancer. Mot slutet av karriären forskade han i sköldkörtelns genetik.
de la Chapelle var en mycket flitig forskare. År 2015 hade han publicerat över 600 vetenskapliga artiklar och hade 14 medicinska patent.

### Konstsamlare och mecenat
Som privatperson hade de la Chapelle ett stort konstintresse. År 2005 tog han initiativ till att grunda en fond vid Svenska litteratursällskapet i Finland, Albert de la Chapelles fond. Fondens syfte är att stöda konst, kultur och bildning i den svenskspråkiga miljön i västra Nyland. Fonden har köpt in konst och donerat den till Västra Nylands landskapsmuseum.
År 2017 grundade han Albert de la Chapelles Konststiftelse som bygger konstmuseet Chappe i anslutning till Raseborgs museum i Ekenäs och donera det till Raseborgs stad.

## Publikationer i urval
- Cytogenetical and Clinical Observations in Female Gonadal Dysgenesis (1962);
- Chromosomes Today VI (tills. med M. Sorsa, 1977);
- Human Gene Mapping VIII. Helsinki Conference (1985),University of Helsinki, Finland August 4–10, 1985;
- Den lilla boken om Kalby (1991);

## Utmärkelser i urval
- Anders Jahres medisinske pris, Universitet i Oslo, 1989.
- Member, European Molecular Biology Organization, EMBO 1989.
- Matti Äyräpää-priset 1990
- Hedersdoktor i medicin, Uleåborgs universitet 1994, Uppsala universitet 1995.
- The Mauro Baschirotto Award, European Society of Human Genetics, 2002.
- The William Allan Award, American Society of Human Genetics 2002.
- Lifetime Achievement Award, the Collaborative Group of the Americas, 2017.

## Akademiska medlemskap
- Finska Vetenskaps-Societeten 1975; hedersledamot 1998.
- Vetenskapsakademien 1991.
- Finlands Akademi 1997, som den förste medicinare någonsin.
- National Academy of Sciences, den amerikanska vetenskapsakademin, 1997.

### Uppslagsverk
- ”de la Chapelle, Albert”. Biografiskt lexikon för Finland. Helsingfors: Svenska litteratursällskapet i Finland. 2008–2011. URN:NBN:fi:sls-5272-1416928957878
- Kungl. vetenskapsakademien, Matrikel 1998/1999. Stockholm: Kungl. etenskapsakademien. 1998. sid. 49. ISSN 0302-6558 Libris 3638900